# Chanteloup (grad)
Chanteloup (francosko Château de Chanteloup)  je nekdanji baročni dvorec v bližini Amboisa, departma Indre-et-Loire, Francija.
Étienne-François de Choiseul je ob odpoklicu iz službe decembra 1770 prejel kraljev ukaz, naj se upokoji in nastani v Chanteloupu. Tam si je zgradil razkošen grad, nekakšen posnetek Versaillesa. Dufort de Cheverny  poroča, da je bil tako velik, da je Choiseul potreboval 20 minut od svoje do spalnice prijateljev. Grad je bil porušen 1823, do danes se je ohranila le pagoda v parku. Ta je bila zgrajena 1775–76 po načrtih La Camusa v počastitev Choiseulovih zvestih prijateljev. V šestih nadstropjih se dviga 44 metrov visoko, kjer se zaključuje z zlato kroglo. Tloris pritličja in prvega nadstropja je krog, višjih nadstropij pa so pravilni šestkotniki. Kamen za gradnjo je bil pridobljen iz porušenega krila dvorca La Bourdaisière.